# Brunvarer
Brunevarer eller brunvarer er en mindre brugt betegnelse for forbrugerelektronik, der omfatter elektronisk udstyr som fjernsyn, radio, stereoanlæg, antenneanlæg og lignende.
Udtrykket skal ses som en slags pendant til hvidevarer. Oprindelig var forbrugerelektronik forsynet med brune trækabinetter.
| Elektronik | Spire Denne artikel om elektronik er en spire som bør udbygges. Du er velkommen til at hjælpe Wikipedia ved at udvide den. |